# Kroniek van het Atlantisch orkaanseizoen 2009
Dit artikel geeft een tijdsoverzicht van het Atlantisch orkaanseizoen van 2009 dat in dat jaar op de Atlantische Oceaan geweest is in en bij de Golf van Mexico. 

## Kroniek van het seizoen 2009
Alle tijden staan aangegeven in UTC, een tijd die nagenoeg gelijk is aan het bekendere Greenwich Mean Time, daardoor kan de datum in sommige gevallen door het tijdsverschil verschillen met de plaatselijke datum.

### Mei
28 mei

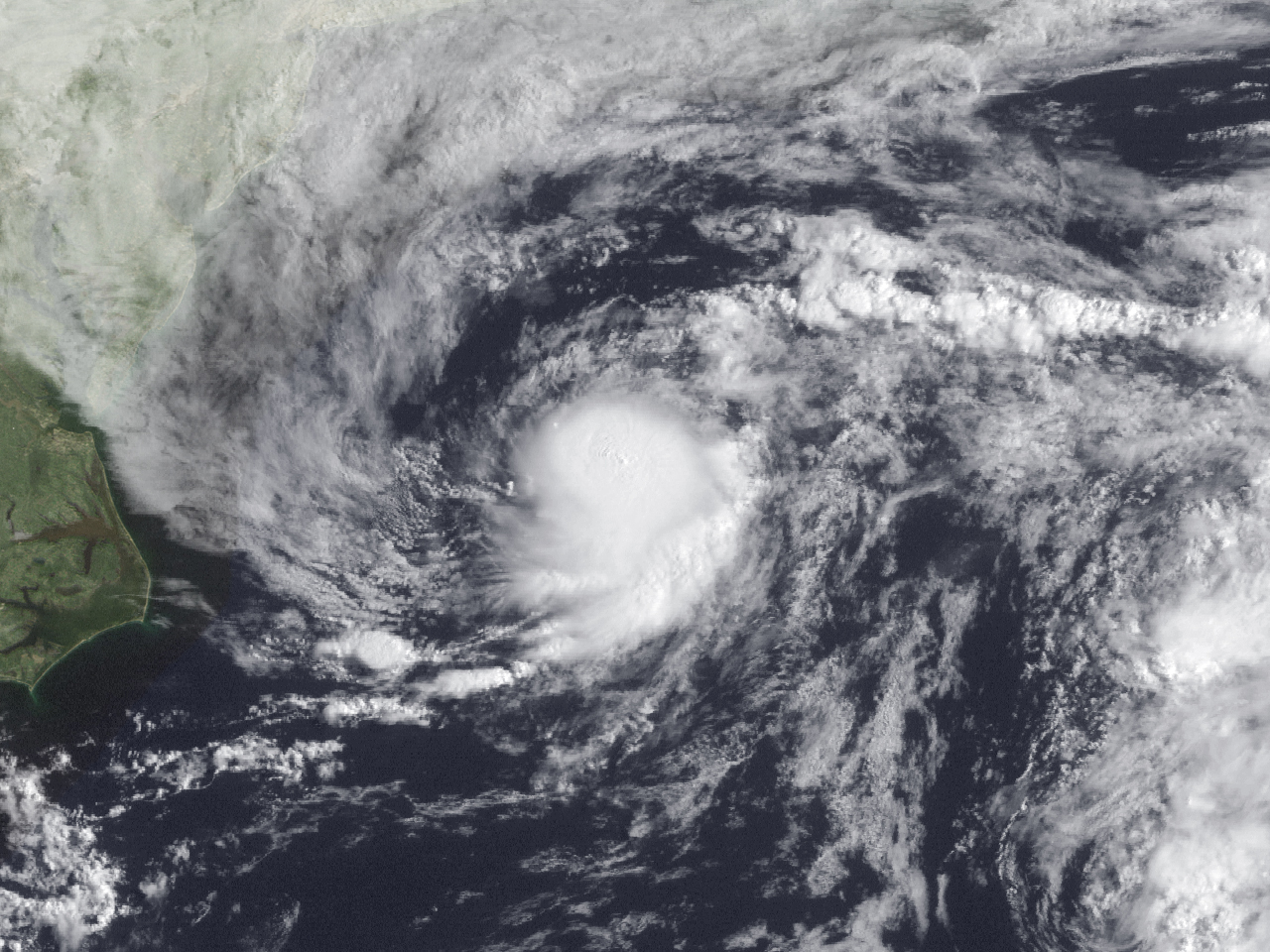
Tropische depressie One op 20 mei 2009

- 0600 UTC Tropische depressie One ontstaat ongeveer 280 km ten oostnoordoosten van Cape Hatteras[1]
- 1800 UTC Tropische depressie One attains bereikt haar piek met windsnelheden van 35 mp/h (55 km/u) een luchtdruk van 1006 mbar.[1]

30 mei
- 0000 UTC Tropische depressie One verzwakt tot lagedrukgebied op 555 km ten zuidzuidoosten van Halifax.[1]

### Juni
- Er vormden zich geen cyclonen in de maand juni.[2]

1 juni
- 0400 UTC Officieel begin van het Atlantisch orkaanseizoen 2009.[3]

### Juli
- Er vormden zich geen cyclonen in de maand juni.[4]

### Augustus
11 augustus

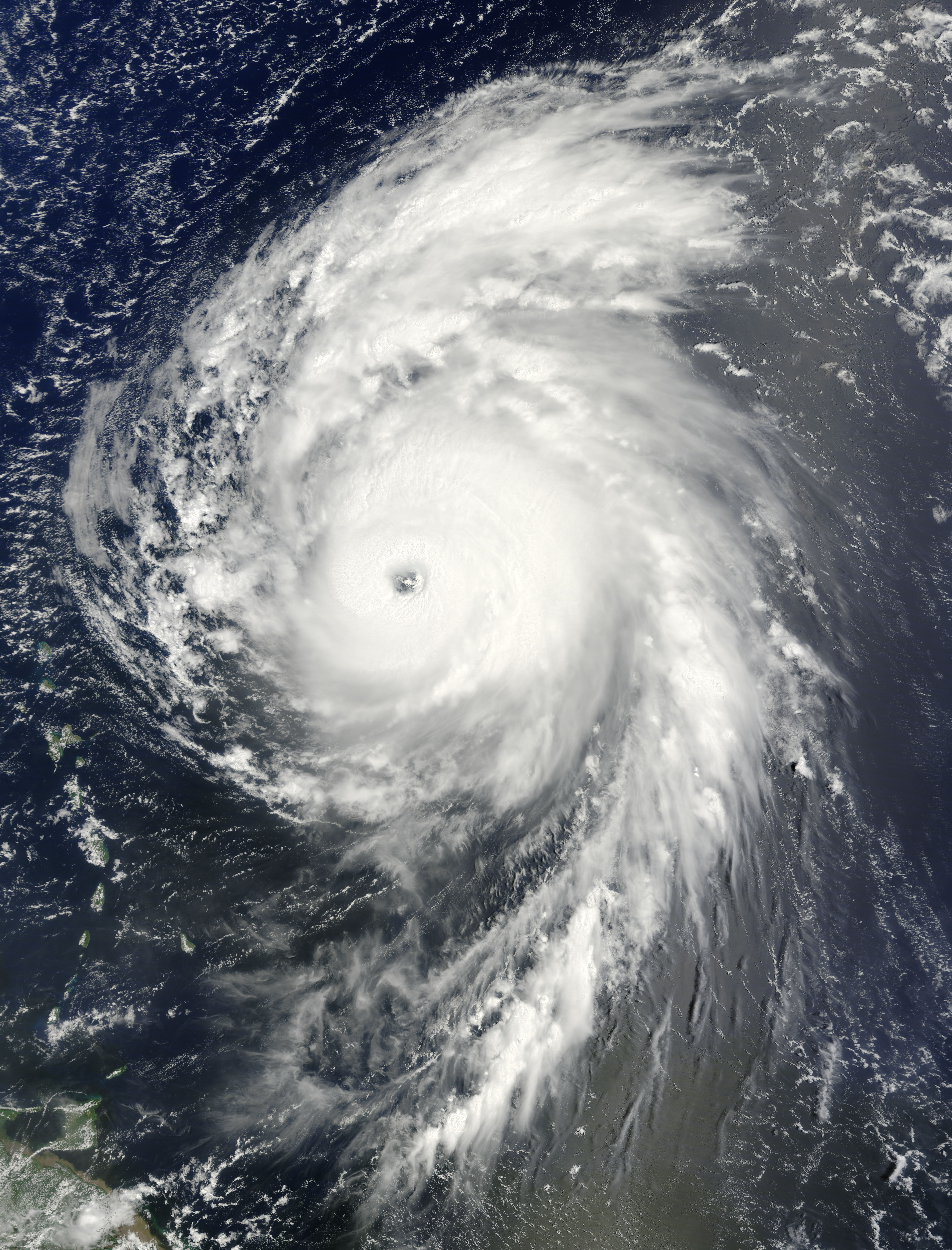
Orkaan Bill nabij piek intensiteit

- 0600 UTC Tropische depressie Two ontstaat vanuit een tropische golf op 370 km ten westen van de Kaapverdische Eilanden.[5]

12 augustus
- 1200 UTC) Onderzoek achteraf liet zien dat tropische depressie Two wel de status van tropische storm heeft bereikt, terwijl dit niet erkend werd en daardoor geen naam heeft gekregen.[5]

13 augustus

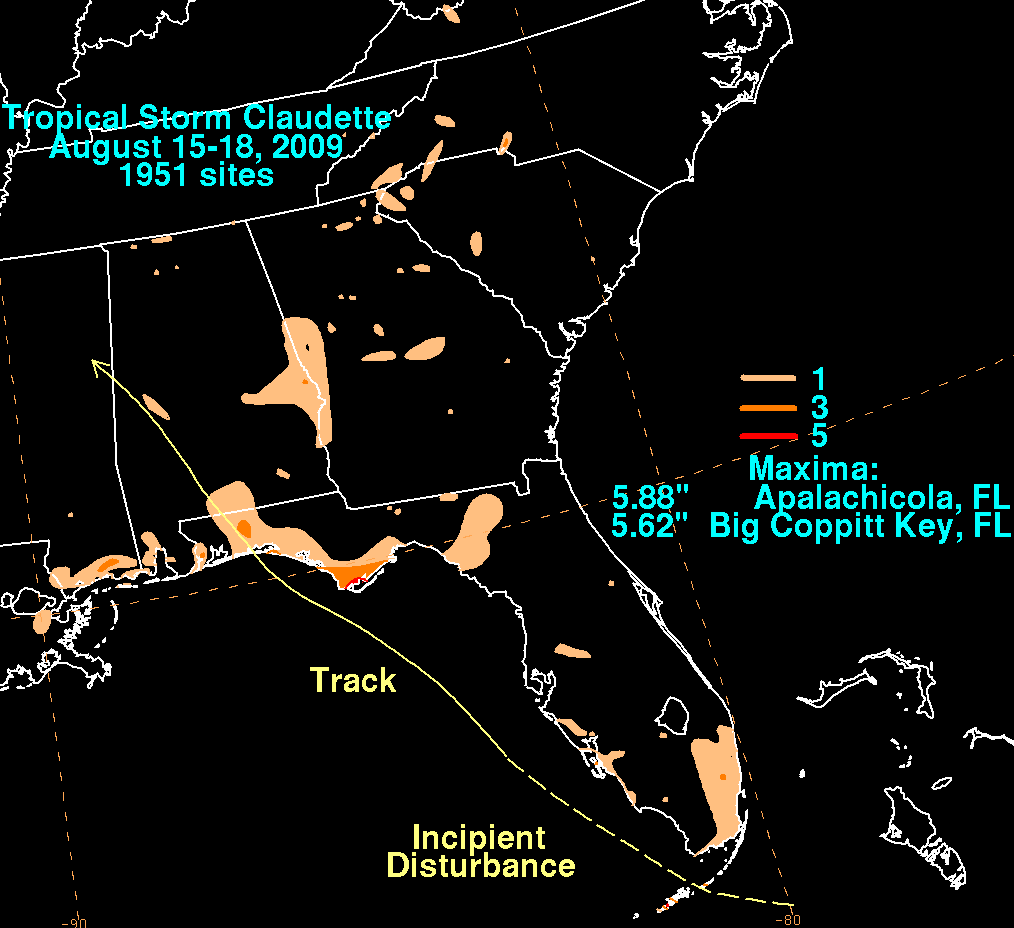
Totale hoeveelheid geproduceerde regen van tropische storm Claudette in de Verenigde Staten

- 0000 UTC Tropische storm Ana zwakt af tot een tropische depressie.[5]
- 0600 UTC Tropische depressie Two zwakt af tot een lagedrukgebied op 1250 km ten westen van de Kaapverdische Eilanden.[5]

15 augustus
- 0000 UTC De restanten van de tropische depressie Two vormen een tropische depressie op 1.730 km ten oosten van de Kleine Antillen.[5]
- 0600 UTC Tropische depressie Two sterkt aan tot tropische storm Ana. Hierbij bereikt het tevens haar piek met windsnelheden van 40 mp/h (65 km/u) en een luchtdruk van 1003 mbar.[5]
- 0600 UTC Tropische depressie ontstaat uit een tropische golf op ongeveer 610 km ten westzuidwesten van de Kaapverdische Eilanden.[6]
- 1800 UTC Tropische depressie Three sterkt aan tot Orkaan Bill.[6]

16 augustus
- 0600 UTC Tropische depressie Four ontstaat in het oosten van de Golf van Mexico op ongeveer 95 km westzuidwest van Sarasota, Florida.[7]
- 1200 UTC Tropische depressie Four sterkt aan tot tropische storm Claudette.[7]
- 1200 UTC Tropische storm Ana zwakt af tot een tropische depressie voordat het uiteindelijk afzwakt tot een trog van lage druk op ongeveer 645 km ten oosten van de Kleine Antillen.[5]
- 1800 UTC Tropische storm Claudette bereikt haar piek met windsnelheden van 60 mp/h (95 km/u) op een afstand van 65 km ten zuiden van Apalachicola, Florida.[7]

17 augustus
- 0000 UTC Tropische storm Claudette bereikt haar laagste atmosferische druk: 1005 mbar; niet ver van de kustlijn van Florida.[7]
- 0530 UTC Tropische storm Claudette komt aan land nabij Fort Walton Beach, Florida met windsnelheden van 45 mp/h (75 km/u).[7]
- 0600 UTC Tropische storm Bill sterkt aan tot een categorie 1 orkaan tussen de Kleine Antillen en de Kaapverdische Eilanden.[6]
- 1200 UTC Tropische storm Claudette zwakt af tot een tropische depressie boven Alabama.[7]

18 augustus
- 0000 UTC Tropische depressie Claudette verdwijnt boven het oosten van Mississippi.[7]
- 0000 UTC Orkaan Bill sterkt aan tot een categorie 2 orkaan.[6]
- 1800 UTC Orkaan Bill sterkt aan tot een majeure orkaan met windsnelheden van 111 mp/h (178 km/u) en hoger.[6]

19 augustus
- 0600 UTC Orkaan Bill sterkt aan tot een categorie 4 orkaan, waarmee het zijn piek bereikt met windsnelheden van 135 mp/h (215 km/u).[6]

20 augustus
- 1200 UTC Orkaan Bill zwakt af tot een categorie 3 orkaan.[6]

21 augustus
- 0000 UTC Orkaan Bill bereikt wederom zijn piek met windsnelheden van 125 mp/h (205 km/u) en een luchtdruk van 943 mbar.[6]
- 1800 UTC Orkaan Bill zwakt af tot een categorie 2 orkaan.[6]

22 augustus

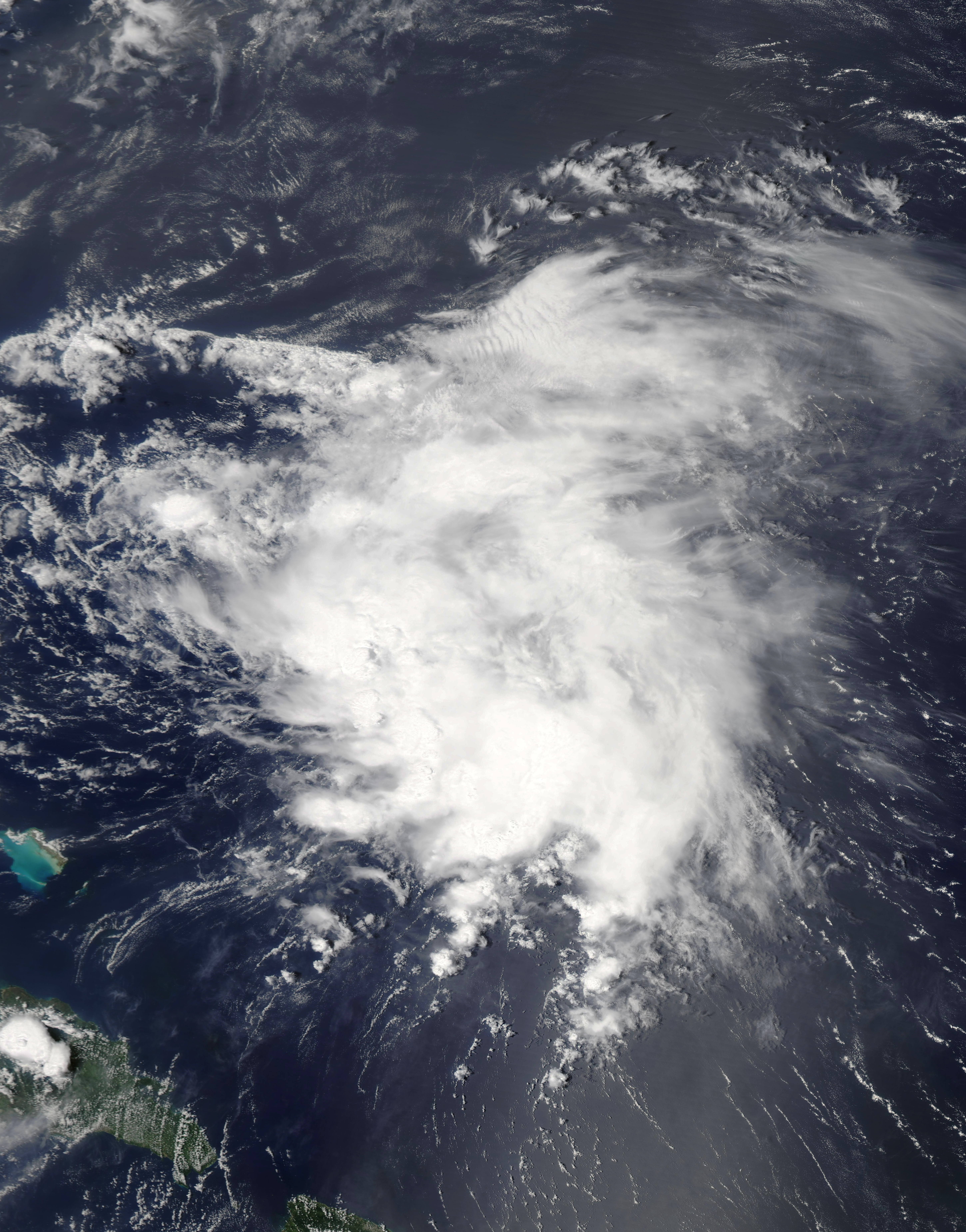
Tropische storm Danny kort nadat hij deze naam kreeg

- 0600 UTC Orkaan Bill bereikt haar dichtste benadering van Bermuda, op een afstand van 280 km ten westen van het eiland met windsnelheden van of 105 mp/h (165 km/u).[6]
- 1800 UTC Orkaan Bill zwakt af tot een categorie 1 orkaan.[6]

23 augustus
- 2:00 p.m. AST (1800 UTC) – Hurricane Bill raakt de kustlijn van Nova Scotia met windsnelheden van 80 mp/h (130 km/u).[6]

24 augustus
- 0200 UTC Orkaan Bill zwakt af tot een tropische storm ten zuiden van Newfoundland.
- 0300 UTC Tropische storm Bill komt aan land bij de Burin Peninsula van Newfoundland met windsnelheden van 70 mp/h (110 km/u).[6]
- 1200 UTC Tropische storm Bill wordt een extratropische cycloon in het noorden van de Atlantische Oceaan terwijl het zich snel voortbeweegt naar het Verenigd Koninkrijk.[6]

26 augustus
- 0900 UTC Tropische storm Danny ontstaat uit een ongeorganiseerd lagedrukgebied op ongeveer 795 km ten oosten van Nassau, Bahama's.[8]

27 augustus
- 0000 UTC Tropische storm Danny bereikt zijn piek met windsnelheden van 60 mp/h (95 km/u) en een luchtdruk van 1006 mbar.[8]

29 augustus
- 0600 UTC Tropische storm Danny zwakt af tot een lagedrukgebied, voordat het uiteindelijk door een groter lagedrukgebiedsysteem wordt opgeslokt.[8]

### September
1 september
- 1800 UTC Tropische storm Erika ontstaat op ongeveer 465 km ten oosten van Guadeloupe.[9]

2 september
- 0000 UTC Tropische storm Erika bereikt haar piek met windsnelheden van 50 mp/h (85 km/u) en een luchtdruk van 1004 mbar.[9]
- 1830 UTC Tropische storm Erika passeert Guadeloupe met windsnelheden van 40 mp/h (65 km/u).[9]

3 september
- 1800 UTC Tropische storm Erika zwakt af tot een tropische depressie.[9]

4 september
- 0000 UTC Tropische depressie Erika zwakt af tot een lagedrukgebied in het oosten van de Caraïbische Zee.[9]

7 september

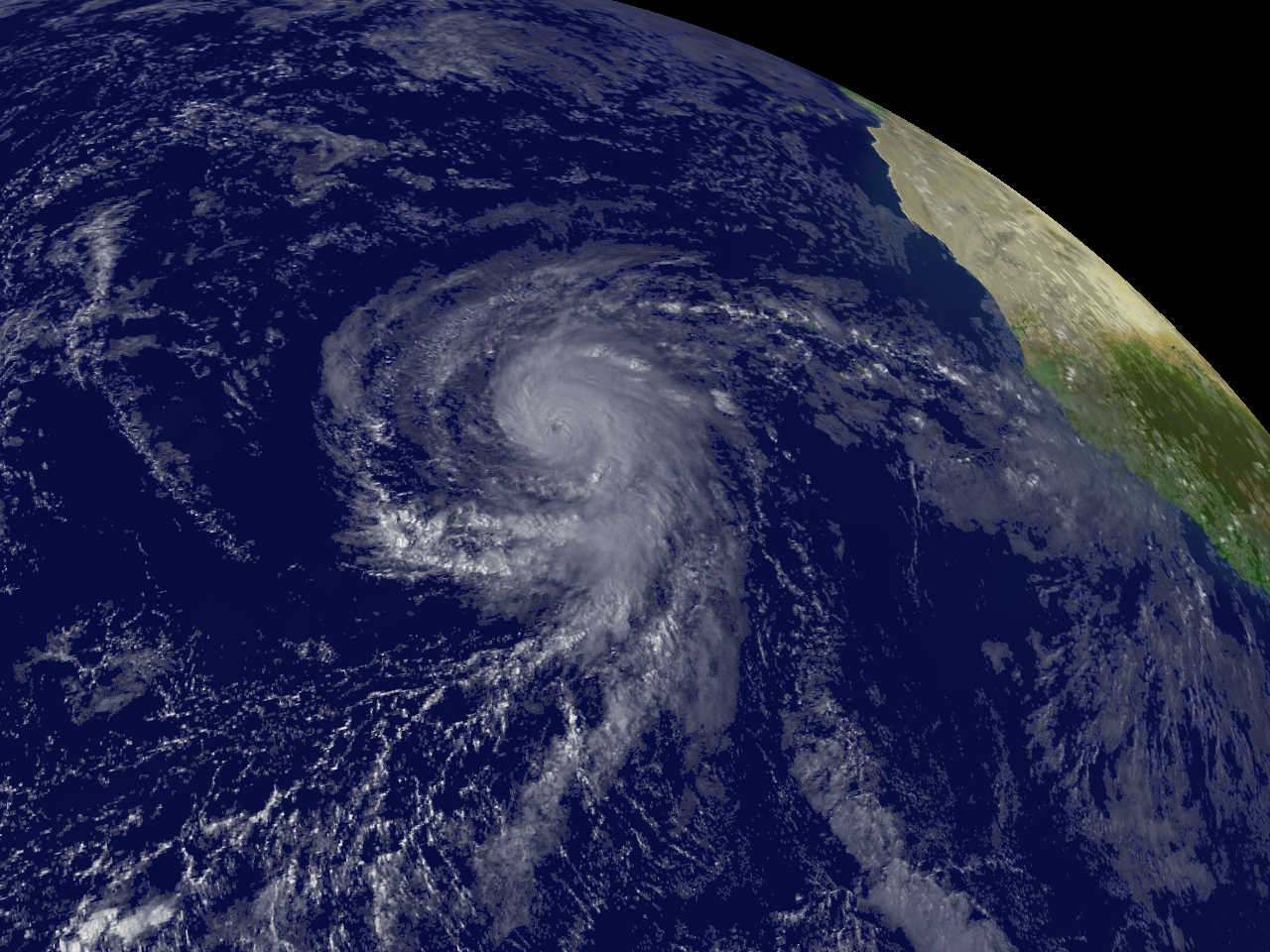
Orkaan Fred

- 1800 UTC Tropische depressie Seven ontstaat uit een lagedrukgebied op ongeveer 355 km ten zuiden van Brava, Cape Verde.[10]

8 september
- 0000 UTC Tropische depressie Seven sterkt aan tot tropische storm Fred.[10]

9 september
- 0000 UTC Tropische storm Fred sterkt aan tot een categorie 1 orkaan, de tweede orkaan van het seizoen.[10]
- 0600 UTC Orkaan Fred sterkt aan tot een categorie 2 orkaan.[10]
- 1200 UTC Orkaan Fred sterkt aan tot een categorie 3 orkaan en bereikt zijn piek met windsnelheden van 120 mp/h (195 km/u) en een luchtdruk van 958 mbar.[10]

September 10
- 0000 UTC Orkaan Fred zwakt af tot een categorie 2 orkaan.[10]
- 1800 UTC Orkaan Fred zwakt af tot een categorie 1 orkaan.[10]

11 september
- 1800 UTC Orkaan Fred zwakt af tot een tropische storm.[10]

12 september
- 1800 UTC Tropische storm Fred zwakt af tot een lagedrukgebied op 920 km ten westen van Santo Antão, Kaapverdië. De restanten zouden nog zeker een week bestaan voordat deze oplosten boven Bermuda op 19 september.[10]

25 september
- 1800 UTC Tropische depressie Eight ontstaat op ongeveer 360 km ten zuidwesten van de Kaapverdische Eilanden.[11]

26 september
- 1800 UTC) Tropische depressie Eight zwakt af tot een lagedrukgebied ten westen van de Kaapverdische Eilanden.[11]

### Oktober
4 oktober

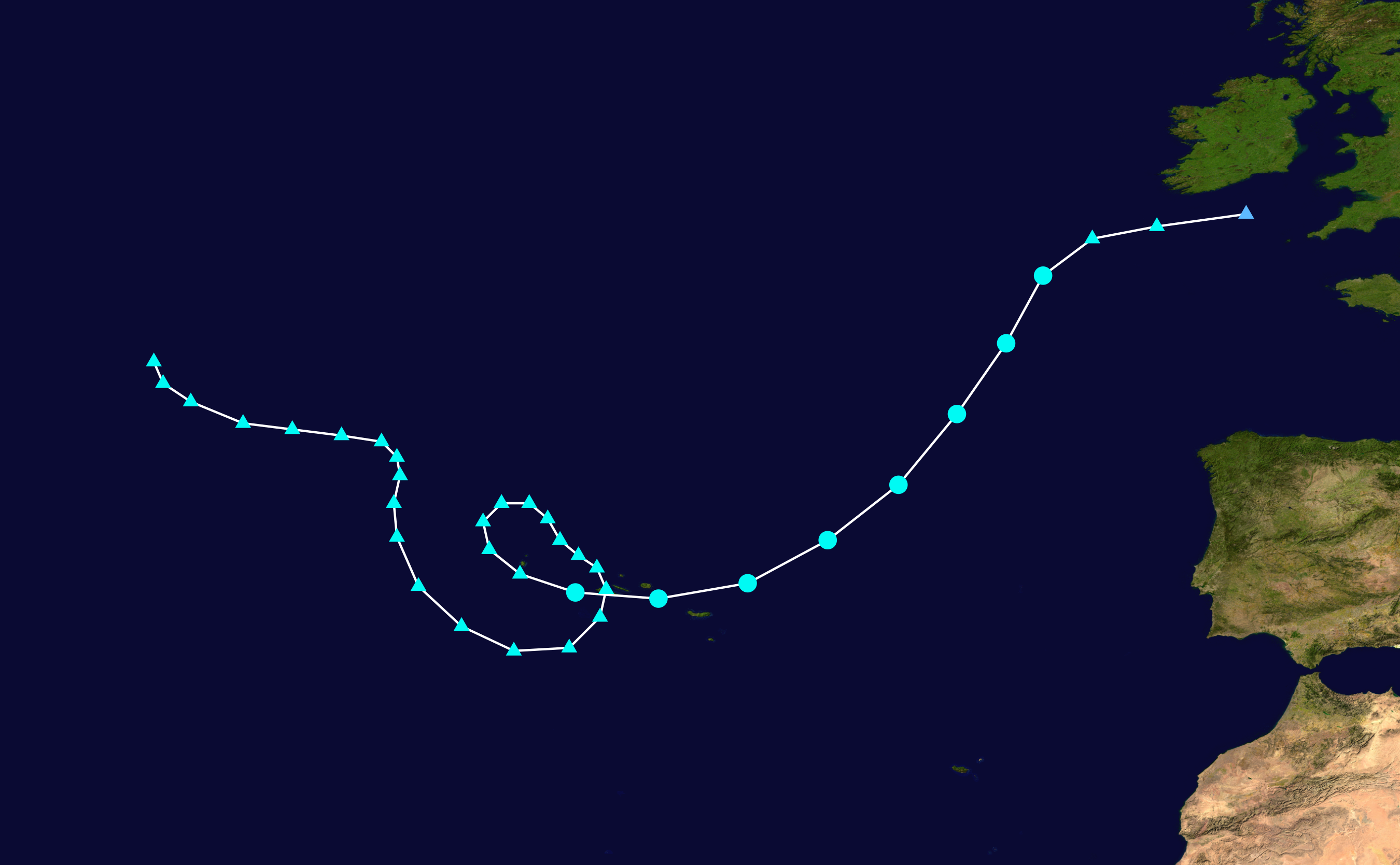
Route van tropische storm Grace

- 0600 UTC Tropische storm Grace ontstaat uit een extratropisch systeem op ongeveer 225 km ten westen van de Azoren[12]

5 oktober
- 0000 UTC Tropische storm Grace bereikt haar piek met windsnelheden van 65 mph (100 km/u).[12]
- 1800 UTC Tropische storm Grace bereikt haar laagste druk met 986 mbar .[12]

6 oktober
- 0000 UTC Tropische depressie Ten ontstaat op ongeveer 1250 km ten oosten van de Kleine Antillen.[13]
- 0600 UTC) Tropische storm Grace degradeert tot een extratropische cycloon op ongeveer 370 km ten westzuidwesten van Cork.[12]
- 0600 UTC de tropische depressie ten oosten van de Kleine Antillen sterkt aan tot tropische storm Henri.[13]

7 oktober
- 0600 UTC Tropische storm Henri bereikt zijn piek met windsnelheden van 50 mp/h (85 km/u) en een minimale druk van 1005 mbar.[13]

8 oktober
- 0600 UTC Tropische storm Henri zwakt af tot een tropische depressie.[13]
- 1800 UTC Tropische depressie Henri degradeert in een lagedrukgebied op ongeveer 250 km ten noorden van Anguilla.[13]

### November
4 november
- 0600 UTC Tropische depressie Eleven ontstaat in het zuidwesten van de Caraïbische Zee nabij San Andrés en Providencia.[14]
- 1200 UTC Tropische depressie Eleven sterkt aan tot tropische storm Ida.[14]

5 november

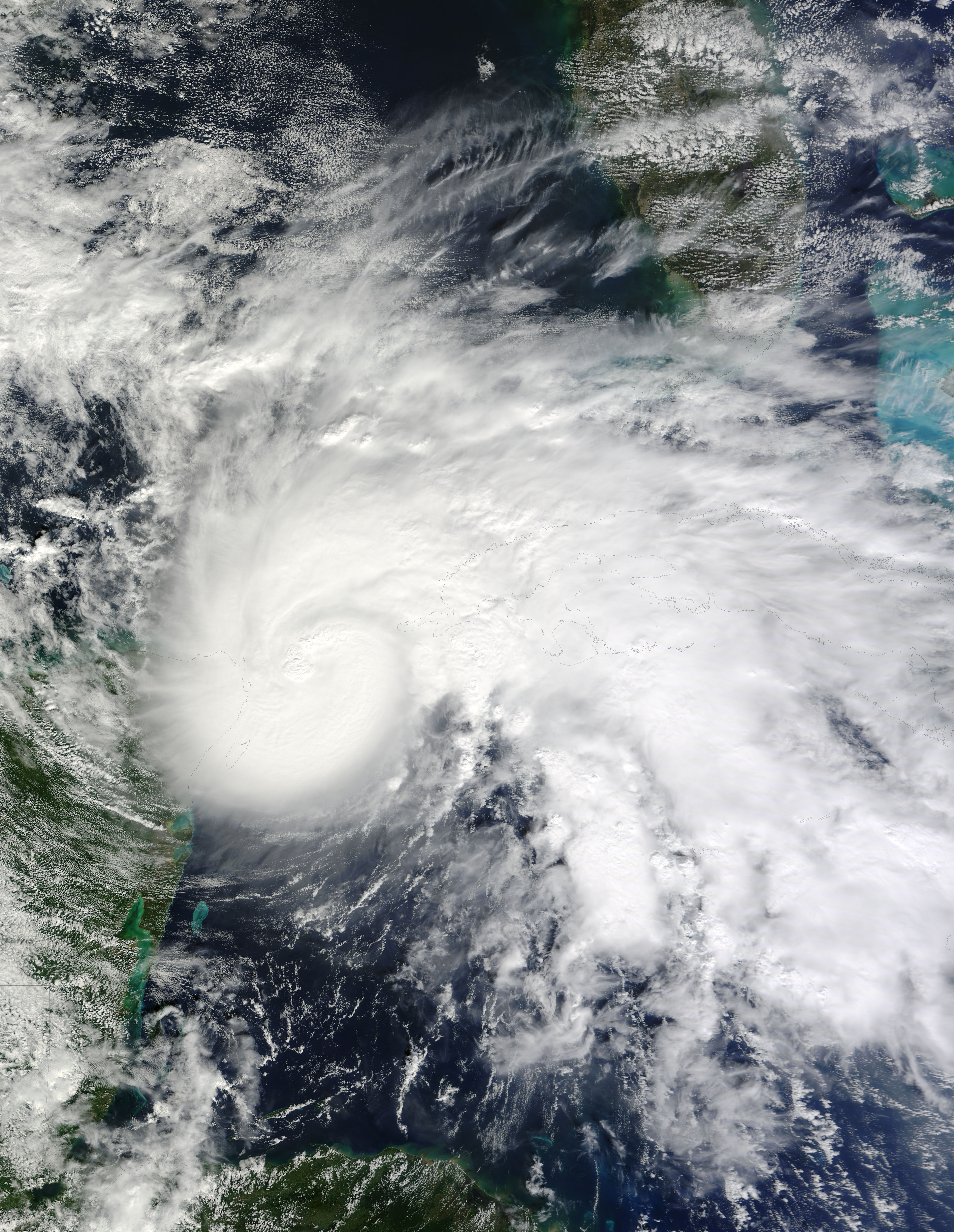
Orkaan Ida

- 0600 UTC Tropische storm Ida sterkt aan tot een categorie 1 orkaan.[14]
- 1200 UTC Orkaan Ida komt aan land nabij La Cruz de Río Grande, Nicaragua met windsnelheden van 80 mp/h (130 km/u).[14]
- 1800 UTC Hurricane Ida zwakt af tot een tropische storm over het bergachtige gebied van Nicaragua.[14]

6 november
- 0600 UTC Tropische storm Ida zwakt verder af tot een tropische depressie nabij Honduras.[14]

7 november
- 0600 UTC Tropische depressie Ida sterkt opnieuw aan tot een tropische storm toen het zich over warme wateren bewoog in het noordwesten van de Caribische Zee.[14]

8 november
- 0000 UTC Tropische storm Ida sterkt opnieuw aan tot orkaanstatus.[14]
- 1200 UTC Orkaan Ida sterkt aan tot een categorie 2 orkaan.[14]
- 1800 UTC Orkaan Ida bereikt haar laagste druk met 975 mbar.[14]

9 november
- 0000 UTC Orkaan Ida bereikt haar piek met windsnelheden van 105 mp/h (165 km/u) in de Straat Yucatan.[14]
- 0600 UTC Orkaan Ida zwakt af tot een categorie 1 orkaan.[14]
- 1200 UTC Orkaan Ida zwakt snel af tot een tropische storm.[14]
- 1800 UTC Tropische storm Ida sterkt voor de 3e keer aan tot orkaanstatus.[14]
- 2100 UTC Orkaan Ida bereikt haar 2e piek met windsnelheden van 85 mp/h (140 km/u).[14]

10 november
- 0000 UTC Orkaan Ida zwakt af tot een tropische storm nabij het Amerikaanse deel van de kust van de Golf van Mexico.[14]
- 0900 UTC Tropische storm Ida degradeert tot een extratropische cycloon boven het zuiden van Alabama.[14]

November 30
- Het Atlantisch orkaanseizoen van 2009 is officieel beëindigd.[3]